# سیارک ۳۷۳۹۲
سیارک ۳۷۳۹۲ (به انگلیسی: 37392 Yukiniall، نامگذاری:2001XP16) سی و هفت هزار و سیصد و نود و دومین سیارک کشف شده‌است که در ۱۰ دسامبر ۲۰۰۱ کشف شد.